# Curzio Malaparte

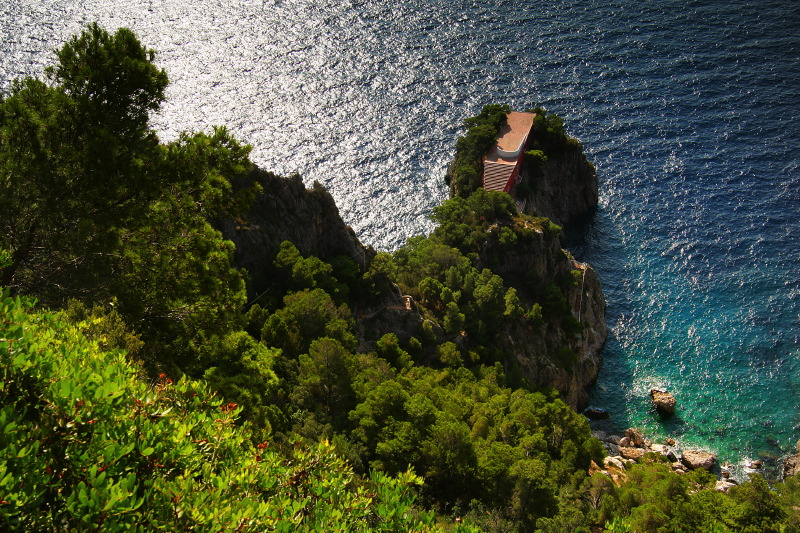
Villa Malaparte

Curzio Malaparte, pseudoniem van Kurt Erich Suckert (Prato (Toscane), 9 juni 1898 - Rome, 19 juli 1957) was een Italiaanse schrijver en oorlogscorrespondent.

## Leven
Malapartes vader was Duits, zijn moeder kwam uit Milaan. Zijn vader was naar Italië gekomen om er een textielfabriek op te zetten.
In de jaren twintig sympatiseerde Malaparte met Benito Mussolini en nam hij in 1922 deel aan diens mars op Rome. In de jaren dertig echter kwam hij vanwege zijn kritische opstelling herhaaldelijk in aanvaring met het regime en werd hij meerdere keren gevangengezet. Tijdens de Tweede Wereldoorlog werkte hij als oorlogsverslaggever en gold hij evenzeer als controversieel. Na de oorlog week hij korte tijd uit naar Parijs. In de jaren vijftig stelde hij zich positief op ten aanzien van het communisme in China, waar hij ook naartoe reisde. Hij overleed in 1957 aan longkanker, 59 jaar oud.

## Werk
Malaparte schreef onder andere de romans Kaputt (Kaputt), La Pelle (De huid) en de verhalenbundel Sangue (Bloed).
Over het eerste boek schrijft Malaparte: "Kaputt is een vreselijk wreed en vrolijk boek. Zijn wrede vrolijkheid is de vreemdste ervaring die ik uit het schouwspel van Europa in de loop van deze oorlogsjaren heb opgedaan". Onder de hoofdpersonen van dit boek speelt de oorlog niettemin de rol van bijkomstig personage. "Indien onvermijdelijke voorwendselen niet bij het noodlot behoorden, zou men kunnen zeggen dat hij geen andere waarde heeft dan als voorwendsel. Overigens staat hij er geheel buiten. Ik kan zeggen dat hij niet meedoet als hoofdpersoon, maar als toeschouwer, in de zin waarin een landschap toeschouwer is. De oorlog is het objectieve landschap van dit boek. De voornaamste held is Kaputt, een vrolijk en wreed monster. Geen enkel woord zou beter dan deze harde en bijna geheimzinnige Duitse uitdrukking "Kaputt", die letterlijk betekent: "gebroken, op, tot gruis vermorzeld, verloren", kunnen aanduiden wat wij voortaan zijn en wat Europa voortaan is: een hoop puin."
In La pelle wordt de 'bevrijding' van Napels door het Amerikaanse leger geschetst tegen de achtergrond van een uitbarsting van de Vesuvius en gezien door de ogen van een aristocratische Italiaanse legerkapitein - een alter ego van Malaparte zelf - die voor de Amerikanen tolkt. Het boek is in 1981 verfilmd door Liliana Cavani. De film baarde enig opzien door enkele wrede scènes. Marcello Mastroianni speelt de hoofdrol.
Een na de oorlog in Parijs geschreven dagboek verscheen postuum in 1966 en werd in Nederland gepubliceerd als Dagboek van een vreemdeling in Parijs in de reeks Privé-domein.

## Pseudoniem
Vanaf 1925 gebruikte Malaparte het pseudoniem waaronder hij bekend werd. Het betekent: de slechte kant van iemand, en is een soort van antoniem van Bonaparte. Over zijn pseudoniem moet hij ooit hebben gezegd: "Napoleon heette Bonaparte en is raar aan zijn eind gekomen; ik heet Malaparte en zal gelukkig sterven."

## Villa Malaparte
Tussen 1938 en 1940 liet Malaparte op het eiland Capri zijn luxueuze Villa Malaparte bouwen, waar hij beroemde gasten ontving. Later zou Jean-Luc Godard er zijn film Le Mépris opnemen, met onder anderen Brigitte Bardot.